# Karl Strießnigg
Karl Strießnigg (auch: Strießnig) (* 14. November 1876 in Niederdorf bei Feldkirchen, Kärnten; † 25. Juli 1938 in Waiern bei Feldkirchen) war ein österreichischer Politiker des Landbundes (LBd).

## Familie
Strießnig war der Sohn des Gutsbesitzers und Landwirts Jakob Strießnig (* 24. Juli 1843; † 22. September 1915) und dessen Ehefrau Josefa geborene Tellerer (* 18. März 1850; † 11. Juni 1919). Er war römisch-katholisch und heiratete am 2. Juni 1903 in erster Ehe Katharina Marktl (* 23. November 1880; † 30. August 1925). Aus der Ehe gingen fünf Töchter (von denen drei jung starben) und sieben Söhne hervor. Nach dem Tod der ersten Ehefrau heiratete er am 1. März 1927 in zweiter Ehe Margarete Steiner (* 14. November 1906) und bekam mit ihr zwei Söhne. Einer der Söhne war der Landtagsabgeordneten der VdU (1949–1953) Karl Strießnig

## Ausbildung und Beruf
Nach dem Besuch der Volks- und einer Ackerbauschule besuchte er eine Wiesenbau- und Molkereischule. Danach übernahm er den väterlichen Hof (Pirkerhof) und wurde Landwirt.

## Politische Funktionen
- Obmann des landwirtschaftlichen Gauvereines Feldkirchen
- 1919: Mitglied des Kärntner Bauernbundes
- Vizepräsident des Landeskulturrates

## Politische Mandate
- Abgeordneter zum Kärntner Landtag (13. Gesetzgebungsperiode)
- Mitglied der vorläufigen Landesversammlung
- 18. Mai 1927 bis 1. Oktober 1930: Mitglied des Nationalrates (III. Gesetzgebungsperiode), LBd
- 2. Dezember 1930 bis 2. Mai 1934: Mitglied des Nationalrates (IV. Gesetzgebungsperiode), LBd